# Попутненское сельское поселение
Попутненское сельское поселение — муниципальное образование в составе Отрадненского района Краснодарского края России.
В рамках административно-территориального устройства Краснодарского края ему соответствует Попутненский сельский округ.
Административный центр — станица Попутная.

## География
Площадь поселения — 185,00 км².

## Население
| 2010  | 2012  | 2013  | 2014  | 2015  | 2016  | 2017  |
| ----- | ----- | ----- | ----- | ----- | ----- | ----- |
| 5992  | ↗6005 | ↗6025 | ↗6060 | ↗6119 | ↘6087 | ↘6061 |
| 2018  | 2019  | 2020  | 2021  | 2023  |       |       |
| ↘6054 | ↗6099 | ↗6161 | ↘6037 | ↘5949 |       |       |

## Населённые пункты
В состав сельского поселения (сельского округа) входят 3 населённых пункта:
| № | Населённый пункт | Тип населённого пункта | Население (чел.) |
| - | ---------------- | ---------------------- | ---------------- |
| 1 | Попутная         | станица                | ↗5843            |
| 2 | Бережиновский    | хутор                  | ↘53              |
| 3 | Трактовый        | хутор                  | ↘130             |